# Siantona
Siantona is een bestuurslaag in het regentschap Mandailing Natal van de provincie Noord-Sumatra, Indonesië. Siantona telt 642 inwoners (volkstelling 2010).